# Emperador
|  | Per a altres significats, vegeu «Emperador (desambiguació)». |

|  | «Emperadriu» redirigeix aquí. Vegeu-ne altres significats a «l'Emperadriu». |

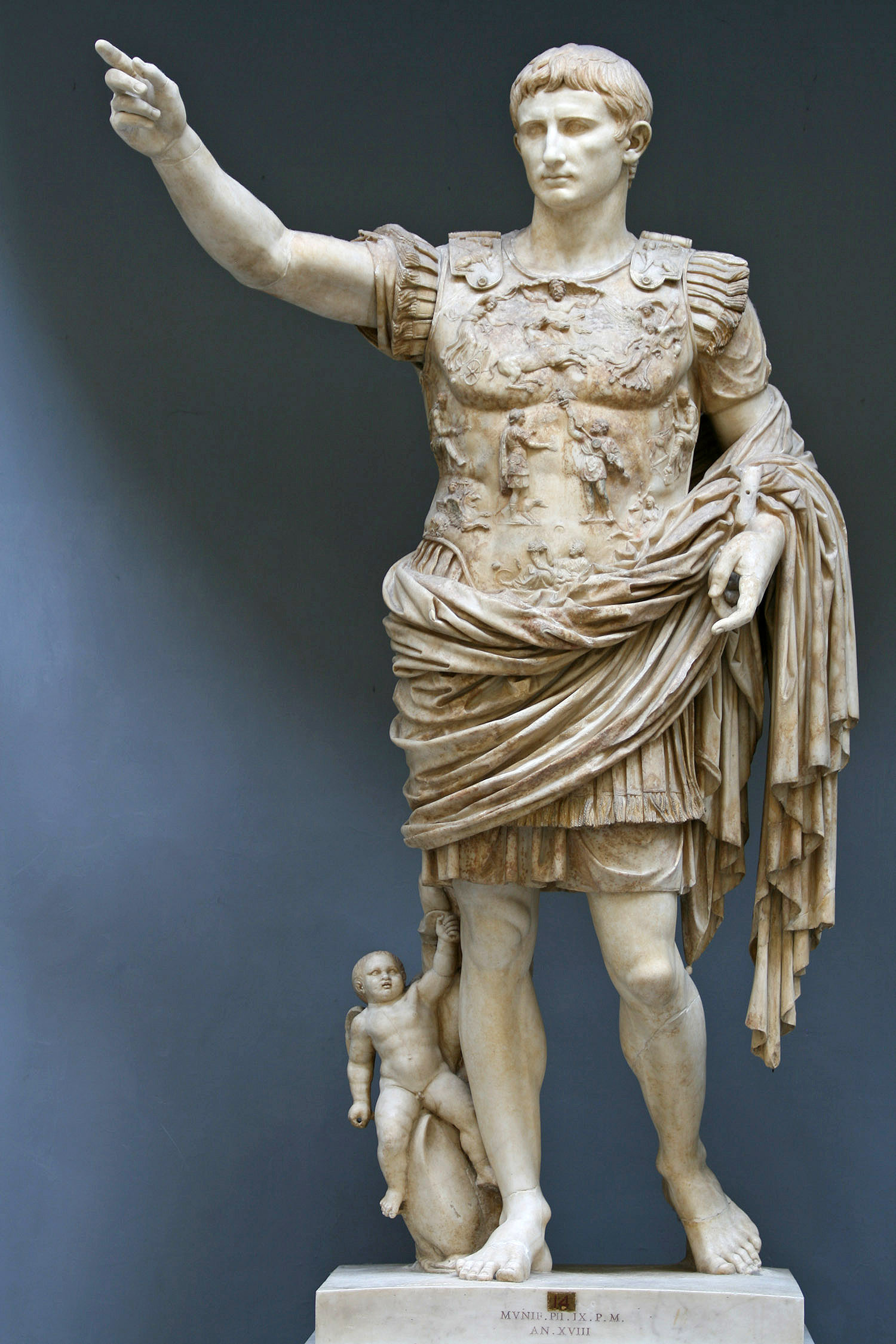
Estàtua d'Octavi August, primer emperador romà.

L'emperador (masculí) és un monarca, el líder o cap d'un imperi o de qualsevol altre reialme imperial. El títol d'emperadriu (femení) pot referir-se a l'esposa d'un emperador (emperadriu consort) o una dona líder i cap de l'imperi (emperadriu regnant). El títol d'emperador és, sovint, superior al títol de rei en honor i rang.

## Diferències entre rei i emperador
Tant els reis com els emperadors són monarques. No hi ha cap regla única per distingir l'un de l'altre; diversos factors, com ara interpretacions dels historiadors, la grandària i les característiques del reialme governat, i el títol escollit pel monarca mateix són utilitzats. Les característiques generals que indiquen que un monarca hauria de ser considerat un emperador inclouen:
- El títol del monarca es tradueix com a "emperador" en català, i/o s'accepta que és una forma equivalent d'emperador en les relacions internacionals diplomàtiques.
- El monarca governa, de facto o nominalment, sobre altres monarquies
- El monarca governa dos o més països anteriorment sobirans, o pobles de diferents nacions o ètnies
- El monarca assumeix una posició de caràcter religiós
- En la tradició cristiana europea també són emperadors els monarques de l'Imperi Romà, Romà d'Orient o que diuen ser hereus d'aquests; o és una figura eclesiàstica suprema.

La paraula "emperador" prové del llatí imperator, càrrec que ostentaven els governants de l'Imperi Romà. Però el terme ha acabat estenent-se a qualsevol altre imperi. El terme originalment significava "el que mana sobre l'exèrcit" però, donat que la majoria d'imperis han augmentat els seus territoris gràcies al poder militar, ha acabat esdevenint sinònim de monarca.

## Línia d'honor dels títols nobiliaris
| Emperador | Rei | Príncep | Infant | Duc | Marquès | Comte | Vescomte | Baró | Senyor | Castlà |
| --------- | --- | ------- | ------ | --- | ------- | ----- | -------- | ---- | ------ | ------ |